# Heliconius euryas
Heliconius euryas är en fjärilsart som beskrevs av Jean Baptiste Boisduval 1870. Heliconius euryas ingår i släktet Heliconius och familjen praktfjärilar. Inga underarter finns listade i Catalogue of Life.